# Archivio storico
L'archivio storico, secondo la teoria e la legislazione italiana, è la terza e ultima fase della vita dell'archivio.
Un archivio diventa storico dopo quaranta anni di deposito di documenti, durante i quali vanno gradualmente ad affievolirsi fino a pressoché estinguersi gli interessi di natura pratica, contabile, amministrativa e giuridica degli atti in esso contenuti; d'altro canto dopo quaranta anni si considera ormai maturato un interesse di tipo culturale e storico, per questo l'archivio viene messo a disposizione di terze persone mosse da fini di studio.

## Vita dell'archivio

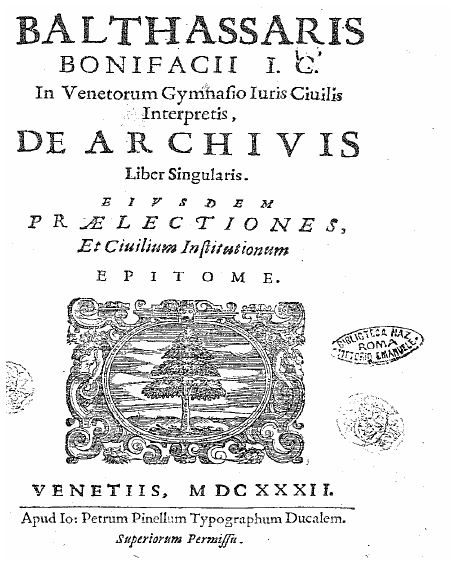
Frontespizio del De Archivis di Baldassarre Bonifacio, 1632

La vita dell'archivio è scandita da una fase di formazione nel presente (l'archivio corrente), una fase di transito (l'archivio di deposito) ed una fase finale, senza scadenza temporale (l'archivio storico, appunto). Questa impostazione deve una sua prima formulazione agli studi del teorico seicentesco Baldassarre Bonifacio, sviluppata e arricchita fino ai giorni nostri.
Secondo la legislazione italiana, vi sono varie modalità per cui un documento venga versato in un archivio di concentrazione: se il materiale proviene dagli organi periferici dello Stato, si occuperà dello smistamento tra documenti da scartare e da versare la Commissione di sorveglianza locale tramite l'analisi del valore diretto e indiretto di quel documento ad opera dell'archivista inviato dall'Archivio di Stato competente; se il materiale proviene da altri soggetti produttori (enti pubblici territoriali ed enti privati), la regola è che i primi abbiano un locale dove destinare il materiale archivistico destinato alla conservazione secondo il massimario di scarto; i secondi, invece, possono far versare il loro archivio tramite varie modalità (comodato, cessione, donazione), dopo che questi è stato valutato e analizzato dalla Soprintendenza archivistica e bibliografica competente.

## Gestione dell'archivio storico

### Premesse
Un archivio per passare alla fase storica deve aver subito lo scarto archivistico: gli archivi di Stato ad esempio non accettano materiale da scartare, anche perché nella fase storica lo scarto è vietato, salvo una complessa procedura che richiede l'autorizzazione ministeriale.
Talvolta usati come sinonimi, questi due termini esprimono dei concetti nettamente diversi:
Ordinamento: è l’organizzazione che il soggetto produttore dà all’archivio corrente e di deposito basata quindi sulle sue esigenze e necessità.
Riordino: è l’intervento di un archivista esterno che deve rimettere in ordine un archivio (nella storia secondo il principio di pertinenza e, poi, secondo quello di provenienza/metodo storico).

### Il riordino
La prima operazione da compiere su un archivio storico è quindi quella del riordino del materiale, che serve per dare ai documenti la loro disposizione definitiva (almeno in linea teorica). Il principio a cui ispirarsi durante il riordino non è sempre stato il medesimo, anzi vi sono state varie scuole di pensiero con alterne vicende, che hanno centralizzato l'attenzione del dibattito sulla teoria e metodologia archivistica almeno dalla metà del XVIII secolo. Schematizzando si sono avuti tre principi fondamentali:
1. Principio di pertinenza, da cui seguì una sua radicalizzazione in Lombardia con il metodo peroniano.
2. Principio di provenienza (o del rispetto dei fondi), nato in Francia e poi adottato in Italia da Francesco Bonaini.
3. Metodo storico, ovvero la radicalizzazione del principio di provenienza e che fu formulato da Francesco Bonaini. Il metodo storico è tuttora alla base dell'ordinamento archivistico italiano.

#### IlPrincipio di pertinenza(ometodo per materia) e il metodo peroniano
Il principio di pertinenza è frutto dell'impostazione illuminista: prevede la divisione della documentazione secondo un titolario di classificazione per materie, intervenendo pesantemente sull'ordine originario e distruggendo i criteri di organizzazione nati durante la fase di formazione dell'archivio. Tale metodo nacque, in sostanza, sulla base delle esigenze governative che avevano il bisogno di trovare subito e immediatamente una certa tipologia documentaria senza dover tener conto del soggetto produttore che ha creato l'archivio in questione. Formulato a Vienna dall'archivista Johann Georg Obermayer, fu imposto dal cancelliere Kaunitz all'archivista Ilario Corte (1725-1786) che, divenuto responsabile degli archivi governativi sedimentati al Castello Sforzesco (1781), operò una loro riorganizzazione sulla base della pertinenza (o materia) senza però giungere a smembrare tali archivi.
Il metodo introdotto da Ilario Corte fu continuato poi da Luca Peroni (1745-1832, direttore degli archivi imperial-regi governativi dal 1820 al 1832) il quale, già nel 1798, propose al governo della Repubblica Cisalpina una radicalizzazione del metodo per materia giungendo a smembrare gli archivi e a fonderli sulla base della materia trattata, mettendo in tal modo serio pericolo l'organicità della documentazione, fino a minacciare la sopravvivenza del vincolo archivistico:
(Lanzini, pp. 121-122)
Tale metodologia, che sopravviverà a Milano fino al mandato di Luigi Osio (1851-1873) e in parte sotto quello di Cesare Cantù (1873-1895), fu definitivamente bandita da Milano con la direzione di Luigi Fumi e l'imposizione del rispetto dei fondi propugnato dal Manuale degli archivisti olandesi.

#### IlPrincipio di provenienza
Il principio di provenienza nacque già alla fine del Settecento in opposizione al principio di pertinenza. Per la prima volta venne applicato in Danimarca nel 1791, dalla Commissione per l'Ordinamento degli Archivi Camerali, e poi venne usato in Germania dal 1816, con riconoscimento formale dal 1819 quando l'Accademia di Berlino consigliò di abbandonare il metodo di pertinenza in favore di questo. La definitiva consacrazione come modello di ordinamento archivistico avvenne però con la circolare del Ministero dell'Interno francese dell'aprile del 1841 (le cosiddette instructions del 24 aprile), quando il governo accolse le richieste dello storico Natalis de Wailly di procedere al respects du fonds. In sostanza, tale principio impone il rispetto dei fondi, cioè dell'organizzazione data all'archivio dal soggetto produttore.

#### IlMetodo storico

##### Bonaini e l'inquadramento metodologico
(Relazione del 1867 di Bonaini riportata da Panella, p. 216)

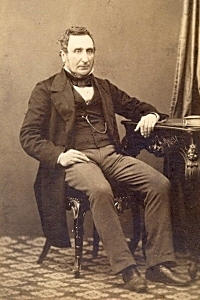
Francesco Bonaini

Il metodo storico nacque in Italia, in particolare in Toscana, grazie all'intervento dell'archivista livornese Francesco Bonaini (1806-1874), ed è ancora oggi il metodo basilare per la gestione degli archivi. Il metodo storico, che dalla citazione introduttiva si può intendere come un'ulteriore elaborazione del principio di provenienza, come espresso in una nota al Ministero dell'Istruzione del 1867 dello stesso Bonaini, mette al centro dell'attenzione di chi riordina la storia del soggetto produttore, inquadrata nel contesto storico-istituzionale sia generale che locale. Il vero lavoro dell'archivista diventava così lo studio del soggetto produttore, della sua struttura e della sua storia, che doveva essere riportata in un'introduzione storico-istituzionale alle carte, secondo quanto definito da Paola Carucci
(Carucci, p. 131)

##### Le reazioni al metodo storico
Il metodo storico, come già detto, è stato accolto in generale nel sistema archivistico non solo italiano, ma anche internazionale. Oltre al manuale degli archivisti olandesi del 1898, il metodo storico è fatto proprio da Giorgio Cencetti. Questi, ne Il fondamento teorico della dottrina archivistica (1939), descrive il metodo storico come l'unico metodo per la vita degli archivi, sia dalla fase corrente a quella storica, in quanto è il garante della sacralità del vincolo archivistico che si viene a creare tra soggetto produttore ed archivio stesso.
Nel corso dei decenni successivi, però, si sono levate varie voci critiche non tanto verso il metodo storico in sé, quanto verso la sua attuazione radicale, ovvero la ricostruzione del fondo a partire dalla storia dell'archivio:
- Adolf Brenneke, Archivistica (1939). Brenneke critica il metodo storico estremizzato, in quanto l’archivista può intervenire sulla struttura dei documenti per valutare se può riorganizzare in modo diverso l’archivio a causa di una mala gestione del soggetto produttore medesimo.
- Claudio Pavone, nel suo saggio Ma è poi tanto pacifico che l’archivio rispetti l’istituto? del 1970, critica l'ottimismo di Cencetti mettendo in dubbio la specularità che si viene a creare tra archivio e soggetto produttore. Secondo Pavone, il metodo storico non può essere sempre applicato rigorosamente, in quanto non sempre il soggetto produttore ha sempre operato in modo unitario (può essere che quest'ultimo abbia cessato di esistere, si sia fuso con un altro oppure abbia radicalmente cambiato la gestione degli affari correnti)[18]; oppure ha operato in malo modo la gestione dei flussi documentali, per cui ci si chiede se si debba operare una correzione degli errori o meno in nome dell'organizzazione originaria[19].
- Michelle Duchein (Il rispetto dei fondi in archivistica, 1977), afferma che non è possibile sempre ricostruire la struttura originaria di un fondo.
- Paola Carucci, Le fonti archivistiche: ordinamento e conservazione (1983). Secondo la Carucci, il metodo storico è inviolabile, ma ammette che, davanti all'impossibilità di riordinare un archivio a partire dai soli documenti, è necessario che si operi in tale modo studiandone la storia del soggetto produttore e la stessa storia archivistica[20].

#### Altri metodi
Oggi è in corso un dibattito su eventuali nuove metodologie da applicare al riordinamento archivistico, soprattutto a fronte dell'introduzione delle tecnologie informatiche e della globalizzazione che inevitabilmente coinvolge anche il settore archivistico. Al momento non esiste ancora una posizione univoca su questo argomento e il problema fondamentale è innanzitutto riuscire a capire la sopravvivenza del vincolo e la durata negli anni dei supporti informatici, se siano cioè in grado di garantire la conservazione delle informazioni anche per le generazioni future. L'esperienza sull'argomento non è ancora sufficiente a fornire risposte certe.

## L'operazione di riordino
Secondo il metodo storico, l'archivista incaricato della fase di riordino deve seguire una serie di procedure volte al corretto riordinamento dell'archivio in questione in rapporto all'organizzazione data dal soggetto produttore. Tale fase di riordino è articolata nelle seguenti fasi:
1. Operazioni preliminari (pulizia e studio del fondo)
2. L'individuazione delle provenienze fisica e archivistica
3. La denominazione del fondo
4. La schedatura preliminare
5. La ricostruzione "virtuale" della struttura del fondo
6. La ricostruzione "fisica" della struttura del fondo
7. Condizionamento, numerazione ed etichettatura delle unità archivistiche
8. Redazione dell'inventario

### Operazioni preliminari
In base allo stato di pulizia in cui si trova il fondo, l'archivista è solito affidarsi a ditte specializzate nel restauro dei documenti, le quali si baseranno sulle operazioni di spolveratura dei documenti o dei fascicoli con pennelli di setola morbida e, talvolta, con l’ausilio di un aspirapolvere a bassa velocità.
Nel frattempo, è fondamentale che l'archivista studi e ricostruisca l'identità del fondo, sia nella sua dimensione istituzionale (quindi la nascita, l'evoluzione, i possibili mutamenti che il soggetto produttore ha subito nel corso degli anni), sia in quella archivistica (ovvero la sua struttura, se è stata rimaneggiata precedentemente e quindi risalire, ove possibile, all'ordine originario)

### L'individuazione delle provenienzefisicaearchivistica
Compiuta la fase preliminare, l'archivista deve cercare di capire se il fondo è stato creato da uno o più soggetti produttori e, qualora risulti una confluenza della provenienza fisica e di quella archivistica di due soggetti produttori che non hanno niente a che fare fra di loro, separarli. Per esempio, la questura di Milano versa all'Archivio di Stato di Milano l’archivio del commissariato di Lambrate: la questura sarà la provenienza fisica da cui l'archivio del commissariato di Lambrate proviene (provenienza archivistica).

### La denominazione del fondo
Generalmente la denominazione coincide con il nome del soggetto produttore, ma vi possono essere altre possibilità:  l'adozione dell’ultima denominazione utilizzata (se v'è stata); la denominazione utilizzata per più tempo; la denominazione più antica e la più recente legate entrambe dal “poi”.

### Schedatura preliminare
Individuati i possibili fondi mischiati e le varie unità archivistiche e documentarie, si opera l'attività di schedatura preliminare di queste ultime, attività che consiste nello:
- Schedare l'insieme di unità o singole unità archivistiche nell’ordine in cui si presentano
- Utilizzare lo stesso modello di schedatura per tutto il resto del fondo
- Adattare le modalità di schedatura alle singole tipologie documentarie
- Rilevare gli elementi utili alla ricostruzione della struttura del fondo, quali il vincolo archivistico.

Nel concreto, una scheda preliminare riporta:
- Numero provvisorio apposto contestualmente sull’unità descritta, ossia il numero di posizione del materiale.
- Denominazione o titolo (distinguendo il titolo originale da quello attribuito).
- Livello di descrizione del pezzo archivistico, che può essere sia l'unità documentaria, quella archivistica o addirittura una serie. Per esempio, sulla scheda possiamo avere: "Atto di vendita" (unità documentaria); "Fascicolo riportante l'atto di vendita della casa nel 1805" (unità archivistica); "Registri di protocollo dal 1805 al 1820" (serie archivistica).
- Consistenza, ovvero il numero dei pezzi descritti nel punto precedente.
- Data e/o estremi cronologici.
- Eventuale contenuto, ossia il regesto.
- Segnature e classificazioni originali (importante perché da lì posso ricostruire la struttura originale dell’archivio).
- Il materiale di supporto e l'eventuale stato di conservazione e consultabilità.
- Collocazione fisica (ossia se il pezzo si trova in un locale, in un armadio, in un palchetto, etc.).
- Note (segnalare tutto ciò che non è stato possibile segnalare prima).
- Data di redazione della scheda.
- Nome di colui che ha effettuato la schedatura (in caso di un lavoro di gruppo segnare il nome dello schedatore).

### Ricostruzione "virtuale" della struttura del fondo
Alla fine dell’attività di schedatura, l'archivista procede alla ricostruzione “sulla carta” (secondo la definizione data da Paola Carucci) del fondo archivistico, ovvero la ricostruzione del fondo in modo virtuale attraverso la consultazione delle schede e, da lì, partire all'ultima ricostruzione della struttura del fondo data dal soggetto produttore.

### Ricostruzione "fisica" della struttura del fondo
Dopo aver ricostruito la struttura del fondo “sulla carta”, l'archivista applica l’ordinamento “sulle carte”, spostando la documentazione e mettendola nel giusto ordine in base alla ricostruzione effettuata nella ricostruzione "virtuale".

### Condizionamento, numerazione ed etichettatura
Conclusa la ricostruzione fisica del fondo, è necessario operare il condizionamento delle unità archivistiche: se i vecchi contenitori (cartelle, faldoni, scatole, etc...) sono in buono stato, li si conservano anche perché sono forniti di segnature, diciture ed etichette; se invece sono in pessimo stato, li si sostituiscono con dei nuovi, evitando di usare materiali dannosi quali materiali acidi (plastica, carte colorate) e cartoni.
Le unità di condizionamento devono poi essere numerate attraverso un numero di corda, ossia un numero identificante l'unità all'interno del fondo, di tipo progressivo qualora il fondo sia "chiuso", ovvero non riceva più materiale in quanto il suo soggetto produttore ha smesso di operare. Se invece il fondo è "aperto", si numererà per serie e non per unità di condizionamento, lasciando aperta la serie in cui si aggiungeranno, in futuro, le unità archivistiche aventi per oggetto lo stesso affare (per esempio, il fondo "prefettura" continuerà a ricevere materiale sulla base delle Commissioni di sorveglianza).
L'ultima operazione consiste nell'etichettare i contenitori riportando le indicazioni del fondo, la serie (ed eventuali sottoserie) e le unità archivistica in essi contenute.

### Redazione dell’inventario
Alla fine del riordino, bisogna far sì che ci sia uno strumento di ricerca, ossia l’inventario, basato sulla schedatura preliminare.

## Elementi di corredo estandarddi descrizione archivistica

### Elementi di corredo

#### Censimento
Il censimento è uno strumento di ricerca che ha caratteristiche definite e che descrive più fondi dello stesso tipo non necessariamente ordinati. Strumento propedeutico per interventi successivi, il censimento ha finalità gestionali, ossia deve individuare l’esistenza, la consistenza e lo stato di conservazione degli archivi oggetto dell’intervento.
I dati per effettuare il censimento sono i seguenti: 1) la denominazione dell’Archivio e del soggetto produttore; 2) l’ubicazione / recapiti del conservatore; 3) consistenza anche di massima della documentazione; 4) lo stato di conservazione (il censimento è il primo strumento che ci permette di capire come si trova la documentazione); 5) estremi cronologici; 6) mezzi di corredo disponibili; 7) bibliografia.

#### Elenchi

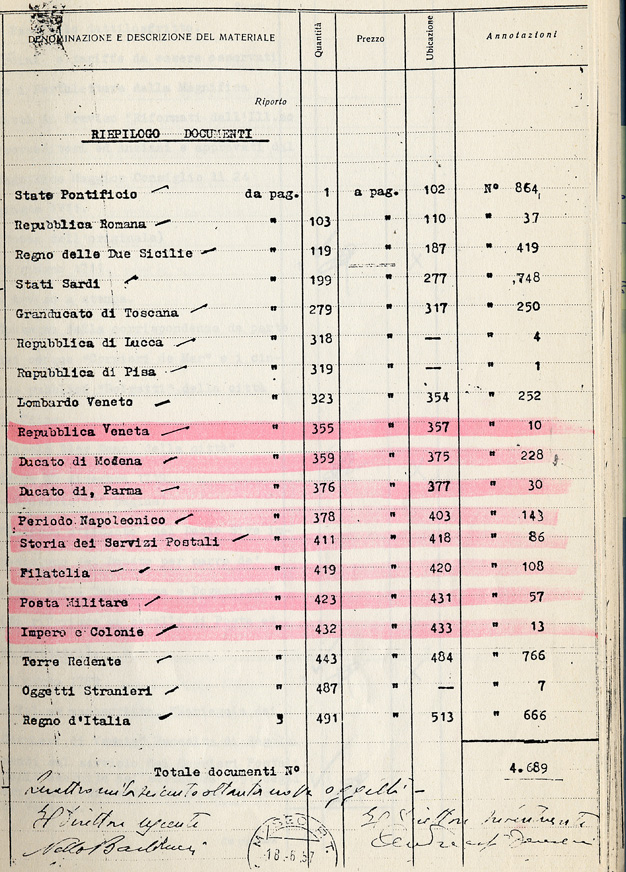
Un elenco (in questo caso di materiale filatelico)

L'elenco archivistico è una descrizione del materiale archivistico in un archivio, sia esso ordinato o non ordinato. Vi sono riportati un numero progressivo per ciascuna unità archivistica, la consistenza di ognuna di queste unità, la loro tipologia, il contenuto e gli estremi cronologici. Un elenco può essere analitico (quando le unità archivistiche sono riportate e descritte una per una), sommario (con le unità raggruppate in più serie) o misto. Si hanno, a seconda della finalità per cui sono redatti, elenchi di consistenza (per meri fini conoscitivi), di versamento, di deposito, ecc.

#### Guide
La guida archivistica fornisce informazioni più generali su un archivio o su un insieme di archivi, analizzando quindi le suddivisioni alte. Vi si trovano la denominazione dell'archivio o dell'istituzione che lo possiede, l'indirizzo e tutte le notizie per accedervi; brevi notizie storiche sul soggetto produttore e la storia della raccolta; cenni sull'illustrazione delle serie archivistiche; una sezione descrittiva, dove brevemente si elencano le serie col titolo, la consistenza e gli estremi cronologici; un apparato critico con la bibliografia archivistica specifica; un indice dei fondi. Si distinguono le guide "generali" (su ambiti territoriali molto vasti), da quelle "specifiche" (su singoli archivi o soggetti produttori), "topografiche" (per luoghi) e "tematiche". Nel sistema archivistico italiano il modello di guida è quello dato dalla Guida generale degli Archivi di Stato italiani, realizzato tra il 1966 e il 1981 e avente come fine la descrizione storico-istituzionale di tutti gli Archivi di Stato italiani e dei loro rispettivi fondi.

#### Inventario

##### Premesse
L'inventario è la massima espressione del lavoro archivistico, tanto che Eugenio Casanova lo definì «l'ultimo e necessarissimo ferro del mestiere». È il più complesso e articolato dei mezzi di corredo e, in sintesi, vede esposti in maniera estesa gli elementi che nelle guide sono esposti solo sinteticamente. Per scrivere un inventario bisogna avere una conoscenza molto profonda delle carte di un archivio, le quali devono essere già state riordinate.
L'inventario si espleta seguendo alcune fasi operative delineate nella seconda metà dell'Ottocento da Salvatore Bongi, allievo del Bonaini. Bongi dichiarò che per la redazione di un inventario sono necessari una ricerca storica (generale e locale) e istituzionale, una conoscenza approfondita del soggetto produttore (storica, istituzionale, burocratica) e, infine, delle vicende dell'archivio dalla formazione a oggi.

##### Gli elementi costitutivi
1. Frontespizio: nome dell’Istituto conservatore, titolo del complesso archivistico descritto, estremità cronologiche, eventuali sottotitoli, che tipo di strumento è (se è inventario sommario o analitico), numero di inventario, nome del redattore e data di redazione.
2. Introduzione: notizie sul soggetto produttore e sulla storia archivistica del fondo, compresa anche la storia della fase di riordino del fondo.
3. Contenuto: è la parte centrale e prevede la descrizione di tutti i livelli che compongono il fondo fino alle unità, procedendo dal generale al particolare, cioè dal livello più alto a quelli inferiori. Vi dev’essere anche la descrizione di tutti i livelli indicando almeno le informazioni obbligatorie. Ogni unità archivistica riceve una numerazione "a corda" (o "a catena"), che è progressiva. Poi si indica il titolo della serie, che si trova scritto sulla coperta del registro, sulla costola e sul frontespizio (bisogna segnarli tutti se diversi). Nei registri più antichi si trova talvolta anche un titolo nel fondo di coperta. Le informazioni successive sono di tipo statistico: tipologia del pezzo (registro, filza, carte, pergamene, ecc.), consistenza (numero delle carte o delle pagine, fogli sciolti come allegati[21], ecc.), tipo di legatura. Poi si indicano i numeri delle "vecchie segnature", cioè di tutte quelle di prima del riordino, utili per capire la storia dell'archivio e la presenza o meno di manomissioni. Segue l'indicazione del contenuto principale (che può essere diverso da quanto scritto sul titolo), che viene decisa dall'archivista.
4. Allegati/Appendici: Eventuali tavole di raccordo, tavole di sigle e abbreviazioni, glossari, illustrazioni, elenchi di regesti e sunti, trascrizioni di documenti, riproduzioni di documenti, fotografie.
5. Indici: facilitano l’accesso alle descrizioni; alfabetici delle persone, delle località e delle materie; devono rimandare alla segnatura e non al numero di pagina dell’inventario; linguaggio libero – formato da termini estratti dal testo – o controllato.
6. Bibliografia essenziale.

#### Catalogo
Il catalogo descrive dettagliatamente tutte le unità documentarie. I documenti descritti non appartengono allo stesso fondo e sono scelti e descritti come singoli oggetti, in base alla forma o al contenuto, indipendentemente dal contesto di provenienza.

### Gli standard descrittivi

#### Premesse
Gli standard archivistici, ossia le «norme elaborate dal Consiglio internazionale per gli Archivi per la descrizione archivistica (ISAD.G) e per la descrizione dei soggetti produttori (ISAAR-CPF)», sono strumenti fondamentali e necessari per qualunque tipo di lavoro archivistico che si intende avviare. Questi standard si possono suddividere in due grandi categorie:
1. Standard descrizione del contesto: descrizione di soggetti produttori, soggetti conservatori e ambiti politici istituzionali.
2. Standard descrizione del contenuto: descrizione dei diversi livelli in cui si articola il fondo.

Inoltre, gli standard per essere efficienti devono avere delle determinate caratteristiche:
1. Descrizione separata e correlata.
2. Controllo delle descrizioni.
3. Elementi descrittivi obbligatori ed elementi facoltativi che portano alla redazione di descrizioni più o meno analitiche.
4. Organizzazione degli elementi descrittivi in aree.
5. Descrizioni “normalizzate”.
6. Glossari ed esempi.

#### Gli standard internazionali

##### ISAD(G)
L'ISAD(G) è lo standard “base” più diffuso. Fornisce indicazioni di ordine generale per l’elaborazione di descrizioni del patrimonio archivistico indipendentemente dalla tipologia o dal supporto. Prevede il rispetto dei fondi e la descrizione a più livelli (multilevel description), dal generale al particolare. Prevede il collegamento tra le descrizioni e l’attribuzione adeguata delle informazioni al livello descrittivo pertinente, evitando ripetizioni. Non fornisce indicazioni specifiche per materiali speciali (ad esempio i sigilli, le registrazioni sonore o i materiali audiovisivi).

##### ISAAR
L'ISAAR fornisce Indicazioni per individuare i soggetti produttori e descriverli autonomamente dai complessi archivistici. Gli elementi descrittivi sono diversi a seconda della tipologia di soggetto produttore (ente, famiglia, persona).

## La fruizione
Un aspetto fondamentale della gestione degli archivi storici è quello della consultabilità, che è la finalità stessa per la quale l'archivio viene conservato. L'accesso è regolato da varie disposizioni di legge, a seconda delle finalità e del tipo di archivio.
Negli archivi di Stato e negli Archivi storici di enti pubblici la fruizione è garantita per tutta la documentazione tranne i documenti dichiarati di carattere riservato e relativi alla politica interna o estera dello Stato, per i quali si devono attendere cinquant'anni dopo la loro data. Inoltre la legge sulla privacy allunga i tempi per la consultazione di documenti con dati sensibili e con dati relativi a provvedimenti di natura penale: quarant'anni per i dati inerenti all'adesione ad idee razziali, politiche, religiose, filosofiche, ecc.; settant'anni per la consultazione dei cosiddetti “dati sensibilissimi”, vale a dire quelli concernenti lo stato di salute, la vita sessuale e i rapporti famigliari di tipo riservato. Esiste comunque una procedura per consultare documenti riservati che necessita dell'approvazione del Ministero dell'Interno, udito il parere del direttore dell'Archivio di Stato competente e della Commissione per la consultabilità dei dati. In caso di autorizzazione concessa quei documenti non possono comunque essere diffusi. Un procedimento analogo, con il parere del Soprintendente archivistico, esiste per i documenti delle Regioni.
Il D. Lgsl. 22 gennaio 2004, n. 42, con una disposizione innovativa, ha previsto anche i modi per consultare, con finalità storiche, gli archivi di deposito e correnti, secondo i regolamenti emessi dagli stessi enti proprietari degli archivi.
Per gli archivi privati dichiarati di notevole interesse storico, gli studiosi hanno diritto di accedervi se viene accettata dal Soprintendente archivistico una richiesta motivata, secondo le modalità concordate con i privati e il Soprintendente stesso, con spese a carico dello studioso.